# Seidenspitz
Der seltene Seidenspitz ist ein Zwerghund und wurde in Deutschland gezüchtet. Hans Räber schreibt unter Berufung auf Ludwig Beckmann, Richard Strebel und Leopold Fitzinger, dass die Rasse offenbar durch Kreuzungen von Zwergspitzen mit Maltesern oder anderen Bichonrassen entstanden sei. Der Seidenspitz war ein zierlicher, feingliedriger Zwerghund, reinweiß ohne gelblichen Anflug, hatte das lange seidige Haar des Maltesers und die Stehohren des Spitzes, eine gut pigmentierte schwarze Nase und ebensolche Augen. Sie hatten in etwa die Größe des Zwergspitzes. Um die Hunde dem Spitz ähnlicher aussehen zu lassen, wurde an den Pfoten, Ohren sowie im Gesicht die Behaarung getrimmt. Bereits um 1880 galten Seidenspitze als höchst selten und beinahe ausgestorben. Räber berichtet, dass es bis kurz vor dem Ersten Weltkrieg nur noch eine Züchterin gegeben hat. Der Seidenspitz war zu der Zeit bereits nicht mehr als Rasse anerkannt.
Eine große Schwierigkeit bei der Zucht bot die geringe Fruchtbarkeit der kleinen Hunde, die pro Wurf nur 1 bis 2 Welpen zur Welt brachten. Dazu kam die Tatsache, dass zum Ende des 19. Jahrhunderts, als die Seidenspitze gezüchtet wurden, noch kein Schutz gegen Staupe zur Verfügung stand, was die Zucht zusätzlich erschwerte.